# Vulbens
Vulbens [vylbɛ̃s] est une commune française située dans le département de la Haute-Savoie, en région Auvergne-Rhône-Alpes. Elle fait partie de l'agglomération du Grand Genève.

## Géographie

### Situation

#### Localisation
Vulbens se trouve à 20 km au sud-ouest de Genève, elle fait partie du Genevois français. La commune est délimitée à l'ouest par le mont Vuache (1 101 m) et la commune de Chevrier, au nord par le Rhône et la frontière suisse (commune de Chancy), à l'est par le Nant de la Vosogne (qui fut la frontière entre la Zone libre et la Zone occupée en 1940-1942) et au sud par la commune de Dingy-en-Vuache.
 
Vulbens compte plusieurs hameaux : Vulbens chef-lieu, la Fontaine, Moissey, Cologny.
Petite particularité, la frontière avec la Suisse (Chancy) correspond au point le plus occidental de la Confédération suisse. Une partie de la commune est classée en zone franche. Vulbens appartient à la communauté de communes du Genevois. Elle a pour communes limitrophes Valleiry, Dingy-en-Vuache, Chevrier, Pougny et Chancy.

### Communes limitrophes
| Collonges (Ain)  | Pougny (Ain)    | Chancy ( Suisse, GE) |
| Chevrier         | Vulbens         | Valleiry             |
| Clarafond-Arcine | Dingy-en-Vuache | Dingy-en-Vuache      |

#### Climat
Environ 1 100 mm de pluies par an.[réf. nécessaire]
Le froid s'installe parfois dès septembre. Il peut geler jusqu'en avril ou mai.
L'hiver la température peut descendre à −15 °C. Il ne neige pas tous les hivers.

#### Voies de communication et transports

##### Voies routières
La commune de Vulbens est traversée par la route nationale 206, déclassée en RD 1206 en 2006, et par l'autoroute A40 (dont le tunnel du Vuache).

##### Pistes cyclables
La commune est traversée par la viaRhôna.

##### Transport ferroviaire
La commune de Vulbens est traversée par la liaison ferroviaire Évian-Bellegarde.

##### Transports aériens
Aéroport le plus proche : Genève, à 25 min environ.

## Urbanisme

### Typologie
Au 1er janvier 2024, Vulbens est catégorisée bourg rural, selon la nouvelle grille communale de densité à sept niveaux définie par l'Insee en 2022.
Elle appartient à l'unité urbaine de Vulbens, une agglomération intra-départementale regroupant deux  communes, dont elle est ville-centre,,. Par ailleurs la commune fait partie de l'aire d'attraction de Genève - Annemasse (partie française), dont elle est une commune de la couronne,. Cette aire, qui regroupe 158 communes, est catégorisée dans les aires de 700 000 habitants ou plus (hors Paris),.

### Occupation des sols
L'occupation des sols de la commune, telle qu'elle ressort de la base de données européenne d’occupation biophysique des sols Corine Land Cover (CLC), est marquée par l'importance des territoires agricoles (48,7 % en 2018), en diminution par rapport à 1990 (49,8 %). La répartition détaillée en 2018 est la suivante : 
forêts (39 %), terres arables (32,8 %), zones agricoles hétérogènes (8,5 %), prairies (7,4 %), zones urbanisées (7 %), eaux continentales (5 %), zones humides intérieures (0,2 %).
L'IGN met par ailleurs à disposition un outil en ligne permettant de comparer l’évolution dans le temps de l’occupation des sols de la commune (ou de territoires à des échelles différentes). Plusieurs époques sont accessibles sous forme de cartes ou photos aériennes : la carte de Cassini (XVIIIe siècle), la carte d'état-major (1820-1866) et la période actuelle (1950 à aujourd'hui).

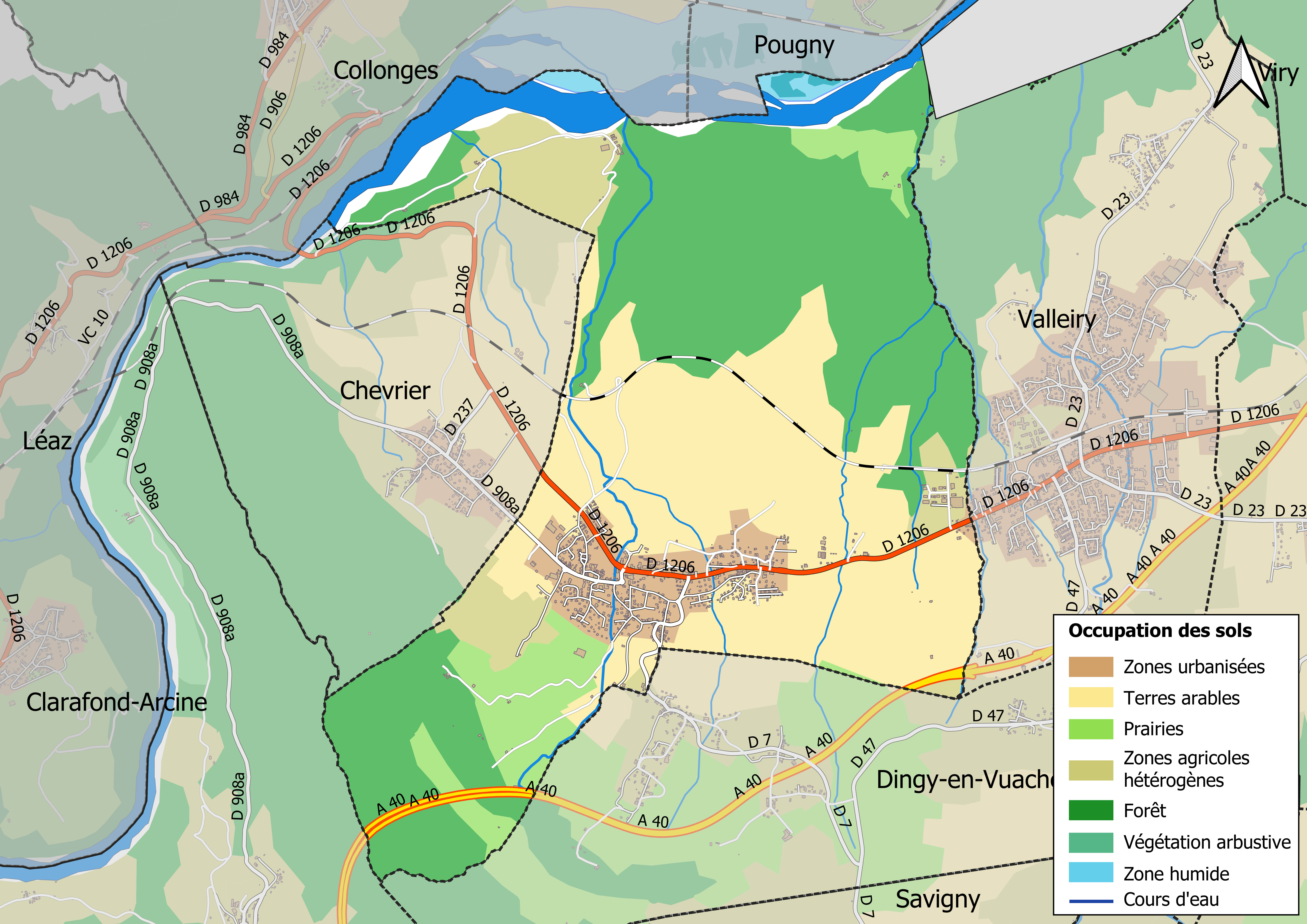
Carte des infrastructures et de l'occupation des sols en 2018 (CLC) de la commune.
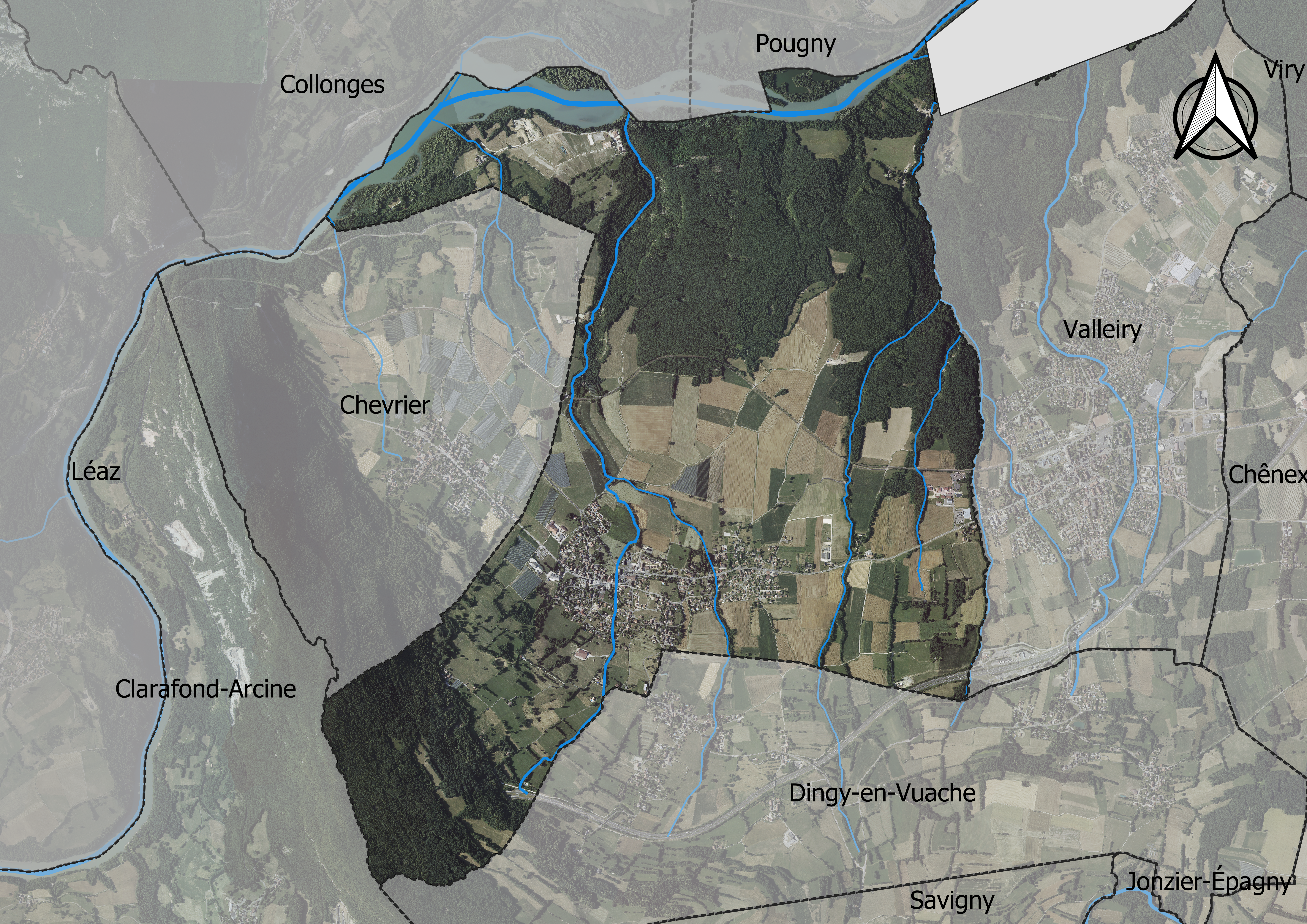
Carte orthophotogrammétrique de la commune.

### Lieux-dits et écarts
La commune de Vulbens comporte plusieurs hameaux, dont Faramaz,  situé à l'est, la Fontaine, les Vernes et Cologny. Le hameau des Vernes a d'ailleurs la particularité d'être collé à la commune de Valleiry.

## Toponymie
Vulbens provient du nom villa Wulbeengi au XIe siècle, plus tard Vurbens, Virbens. Selon Perrenot, Wulbeengi serait une cacographie de Wilbedengi, issu d’un plus ancien Wilbadingi, nom d’origine burgonde, qui dériverait d’un primitif *Willibadingos, « chez les Willibadingi », dérivé du nom propre Willibad, du burgonde *wilja, « volonté », et *badus, « combat ». Mais les étymologies germaniques de Perrenot sont sujettes à caution et doivent être revérifiées. Ce toponyme pourrait d'ailleurs être franc, la langue burgonde restant mal connue et le royaume burgonde (auquel appartenait Vulbens) passant sous la domination des Mérovingiens en 534.
En francoprovençal, le nom de la commune s'écrit Vulbin, selon la graphie de Conflans.
Pour les autres hameaux ou lieux-dits :
- Faramaz a davantage de chances d'être d'origine burgonde. La loi burgonde cite en effet le groupe des faramanni (faramans). Le toponyme peut également venir de la langue franque[9] ;
- Cologny a une étymologie latine[9] ;
- Moissey ;
- Bans ;
- Le mot « Vuache » (on disait autrefois « Vulbens au Vuache ») pourrait venir d'un toponyme désignant la plaine boueuse et humide entre le mont Vuache et le Rhône[9].

## Histoire
Les historiens notent une présence humaine remontant à la fin du Paléolithique. Un abri sous roche, situé à « l'extrémité sud-est de la montagne du Vuache », semble avoir accueilli des individus durant le Magdalénien, ainsi qu'au cours du Néolithique. Une autre grotte dite de La Balme, au-dessus de Chevrier, semble elle aussi occupée au cours de cette dernière période. L'ingénieur annécien Eugène Tissot, membre de l'Académie florimontane, effectue des fouilles et découvre divers objets (silex taillés, os sculpté et coin en serpentine). On découvre par ailleurs à Dingy deux « monuments mégalithiques, aujourd'hui disparus, mais localisables grâce à la Mappe sarde ; il s'agit de « pierres à cupules » ».

### Période antique

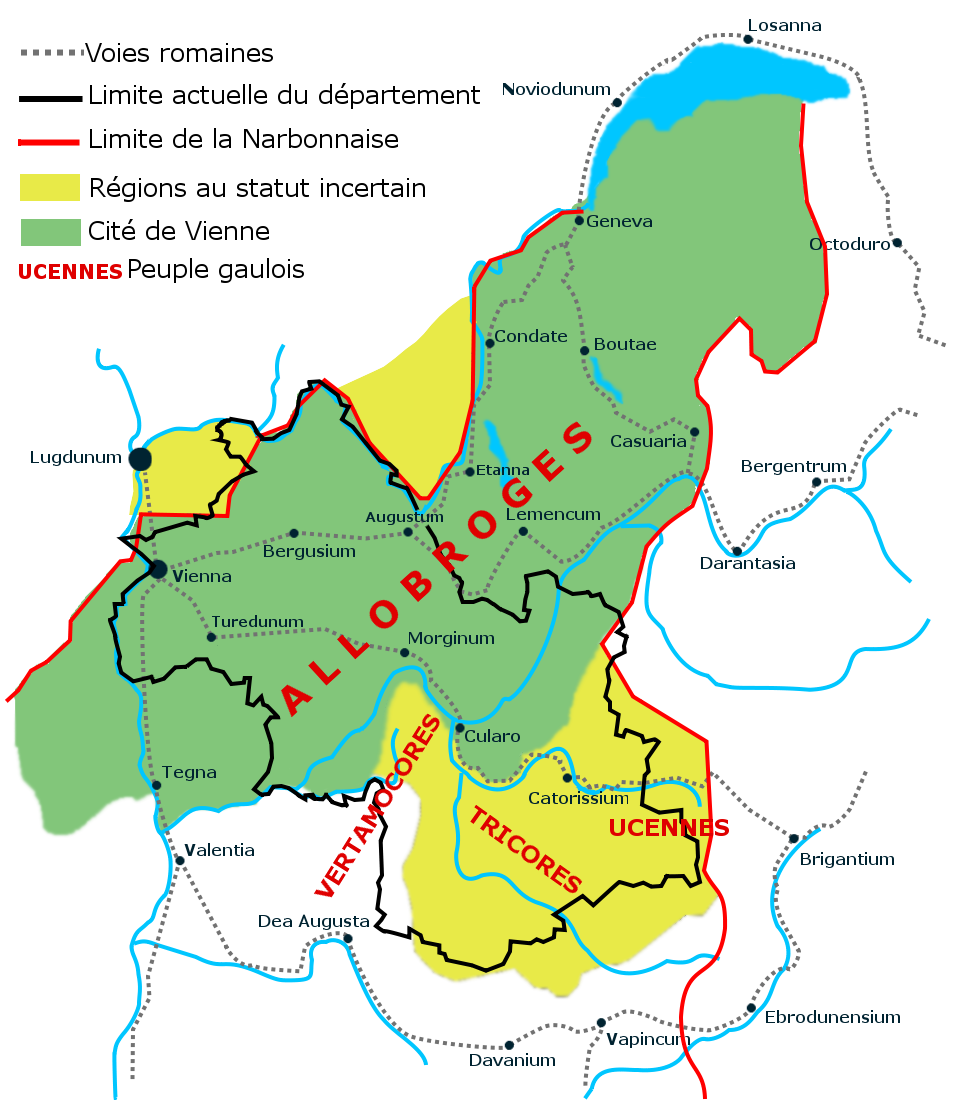
Territoire des Allobroges.

Le Rhône marque au IIe siècle av. J.-C. la frontière entre le territoire des Allobroges, au sud, et celui des Helvètes, au nord. Le territoire de la commune de Vulbens se trouve en Allobrogie.
L'implantation celtique se retrouve dans certains toponymes locaux comme Bans qui dérive du mot « pen(n) » désignant une extrémité, des confins, ou encore de Dingy.
Un oppidum a été découvert à l'extrémité occidentale de la montagne du Vuache, datant probablement du début de l'âge du fer pour certains spécialistes. L'historien Paul Guichonnet, « sans exclure une occupation hallstattienne », voit dans cette construction l'édification d'un système permettant d'empêcher toute invasion du territoire, soit à destination des Romains, qui commencent les premières intrusions à partir de 122 av. J.-C. jusqu'à la victoire sur les Allobroges en 60 av. J.-C., soit contre des invasions venues du Nord.
La défaite des Allobroges marque la mise en place de la province de la Narbonnaise. De nombreuses tegulae ou tuiles romaines parsèment le territoire de la commune.
Les historiens considèrent qu'il devait exister deux gués sur le fleuve au niveau de Coligny et Moissez, où le passage était possible en période hivernale, en raison des basses eaux. Le général et archéologue Eugène Stoffel (1821-1907), à la demande Napoléon III en 1865, effectue des recherches dans les environs et met au jour un fortin romain,.
Au Ve siècle, les Burgondes semblent s'installer au hameau de Faramaz (toponyme germanique).

### Période médiévale
Au Moyen Âge, Vulbens appartient au royaume de Haute-Bourgogne puis au comté de Genève. La paroisse relève du diocèse de Genève.

#### Seigneurie du Vuache
Au Moyen Âge, siège d'une seigneurie, au centre de laquelle on trouvait le château dit du Vuache ou de Vulbens. La maison forte dont il ne reste aucune trace, avait été édifiée sur un site fossoyé plus ancien. Il s'agissait d'une enceinte octogonale flanquée de trois tours et refermant un vaste logis. Au XIIIe siècle elle est entre les mains des comtes de Genève qui l'inféoderont au XIVe siècle. Une branche de la famille de Montchenu le détient pendant tout le XIVe – XVe siècle. Le château brûle au XVIe siècle, et il est ruiné au XVIIIe siècle.

#### Seigneurie de Faramaz
Au XVe siècle, le hameau de Faramaz, très proche du chef-lieu de la commune, avait une tour qui administrait une petite seigneurie vassale de celle du Vuache (= de Vulbens). Les bâtiments furent agrandis au XVIIe siècle, puis les seigneurs de Faramaz achetèrent la seigneurie du Vuache dont le château n'existait plus. Dès lors, le château de Faramaz s'appela « château du Vuache ».

#### L'ancienne paroisse de Bans
L'ancienne paroisse de Bans, au nord de celle de Vulbens, longeait la rive gauche du Rhône. Elle comprenait plusieurs hameaux : Moissey, Bans et Cologny. Peu peuplée, elle fut rattachée à Vulbens au XVIIIe siècle.

À Moissey se trouvait une tuilière. Une route importante passait par Vulbens, Moissey et Chancy avant d'atteindre Genève.

À Bans se trouvait l'église paroissiale qui s'écroula dans le fleuve vers 1600. Plusieurs légendes pittoresques y sont attachées.

#### Du comté au duché
En 1401, le Genevois est acheté par le comté de Savoie. Vulbens fait partie de la province du Genevois du duché de Savoie.

### Les Templiers et les Hospitaliers
Les Templiers sont installés vers 1196 à Cologny, à proximité du lieu-dit « Port des Isles ». Cette installation est connue par une transaction entre le frère Willelme et le prieuré Saint-Victor, sous les auspices de l'évêque de Genève Nantelme, pour l'édification d'un oratoire,.
Ils y tiennent une chapelle et une ferme. Le domaine des Templiers devint au XIVe siècle la propriété des Hospitaliers de l'ordre de Saint-Jean de Jérusalem. Aujourd'hui, un centre équestre se trouve à son emplacement. On distingue des bas-reliefs sur les portails des anciennes granges. Une croix de Malte a été peinte sur le mur nord.

### Époque contemporaine
Comme le reste du duché de Savoie, Vulbens devient française en septembre 1792, puis la commune absorbe celle de Bans à la création du département du Mont-Blanc. En 1803 (Concordat), les anciennes communes de Chevrier et de Dingy sont également rattachées.
De 1798 à 1815, Vulbens fait partie du département du Léman dont le chef-lieu est Genève. Après la défaite de Napoléon à Waterloo, et le Traité de Paris signé le 20 novembre 1815, le duché de Savoie est rendu aux rois de Piémont-Sardaigne, après treize ans de présence française. Aux termes du traité de Turin de 1816, une partie du territoire de la commune située autour du hameau de Moissey en bordure du Rhône est incorporée à la « zone sarde », zone de libre-échange avec la Suisse qui deviendra après 1860 et le rattachement de la Savoie à la France la zone franche de la Haute-Savoie toujours en vigueur aujourd'hui.
Lors des débats sur l'avenir du duché de Savoie, en 1860, la population est sensible à l'idée d'une union de la partie nord du duché à la Suisse. Une pétition circule dans cette partie du pays (Chablais, Faucigny, Nord du Genevois) et réunit plus de 13 600 signatures, dont 128 pour la commune,. Le duché est réuni à la suite d'un plébiscite organisé les 22 et 23 avril 1860 où 99,8 % des Savoyards répondent « oui » à la question « La Savoie veut-elle être réunie à la France ? ».
À la fin du XIXe siècle, le maire Bernard Gay fait construire une nouvelle fruitière et une mairie-école.

## Politique et administration

### Les maires de Vulbens
| Période                                  | Période  | Identité                   | Étiquette | Qualité |
| ---------------------------------------- | -------- | -------------------------- | --------- | ------- |
| 1792                                     | 1795     | Sautier Francois           | ...       | Syndic  |
| 1795                                     | 1796     | Curtet Gaspard             | ...       | Syndic  |
| 1796                                     | 1800     | Gay Pierre-Francois        | ...       | Syndic  |
| 1800                                     | 1810     | Curtet Gaspard             | ...       | Syndic  |
| 1810                                     | 1815     | Chaumont Francois-Marie de | ...       | Syndic  |
| 1815                                     | 1815     | Gay Pierre-Francois        | ...       | Syndic  |
| 1815                                     | 1825     | Magnin Joseph              | ...       | Syndic  |
| 1825                                     | 1831     | Chaumont Francois-Marie de | ...       | Syndic  |
| 1832                                     | 1835     | Magnin Francois            | ...       | Syndic  |
| 1836                                     | 1841     | Delorme Francois           | ...       | Syndic  |
| 1842                                     | 1844     | Folliguet Gaspard          | ...       | Syndic  |
| 1844                                     | 1858     | Sautier Francois           | ...       | Syndic  |
| 1858                                     | 1860     | Gay François Antoine       | ...       | Syndic  |
| 1860                                     | 1862     | Gay François Antoine       | ...       | ...     |
| 1862                                     | 1902     | Gay Bernard                | ...       | ...     |
| 1902                                     | 1913     | Gay Fernand                | ...       | ...     |
| 1913                                     | 1929     | Gay François               | ...       | ...     |
| 1929                                     | 1936     | Gay Antonin                | ...       | ...     |
| 1936                                     | 1942     | Rossiaud Auguste           | ...       | ...     |
| 1942                                     | 1944     | Gay Georges                | ...       | ...     |
| 1944                                     | 1953     | Deluermoz Aristide         | ...       | ...     |
| 1953                                     | 1970     | Gay Georges                | ...       | ...     |
| 1971                                     | 1989     | Droubay Pierre             | ...       | ...     |
| 1989                                     | 2008     | Chamosset Roger            | ...       | ...     |
| 2008                                     | 2020     | Budan Frédéric             | ...       | ...     |
| mai 2020                                 | En cours | Benoit Florent             |           |         |
| Les données manquantes sont à compléter. |          |                            |           |         |

## Population et société

### Démographie
Ses habitants sont appelés les Vulbanaises et les Vulbanais.
L'évolution du nombre d'habitants est connue à travers les recensements de la population effectués dans la commune depuis 1793. Pour les communes de moins de 10 000 habitants, une enquête de recensement portant sur toute la population est réalisée tous les cinq ans, les populations de référence des années intermédiaires étant quant à elles estimées par interpolation ou extrapolation. Pour la commune, le premier recensement exhaustif entrant dans le cadre du nouveau dispositif a été réalisé en 2005.

En 2022, la commune comptait 1 698 habitants, en évolution de +10,19 % par rapport à 2016 (Haute-Savoie : +6,01 %, France hors Mayotte : +2,11 %).
| 1793 | 1800 | 1806 | 1822 | 1838 | 1848 | 1858 | 1861 | 1866 |
| ---- | ---- | ---- | ---- | ---- | ---- | ---- | ---- | ---- |
| 456  | 318  | 325  | 606  | 752  | 818  | 784  | 802  | 756  |

| 1872 | 1876 | 1881 | 1886 | 1891 | 1896 | 1901 | 1906 | 1911 |
| ---- | ---- | ---- | ---- | ---- | ---- | ---- | ---- | ---- |
| 787  | 792  | 802  | 776  | 692  | 701  | 709  | 697  | 671  |

| 1921 | 1926 | 1931 | 1936 | 1946 | 1954 | 1962 | 1968 | 1975 |
| ---- | ---- | ---- | ---- | ---- | ---- | ---- | ---- | ---- |
| 614  | 619  | 604  | 619  | 589  | 544  | 503  | 511  | 552  |

| 1982 | 1990 | 1999 | 2005 | 2006 | 2010 | 2015  | 2020  | 2022  |
| ---- | ---- | ---- | ---- | ---- | ---- | ----- | ----- | ----- |
| 667  | 751  | 784  | 845  | 839  | 966  | 1 521 | 1 645 | 1 698 |

### Enseignement

#### Établissements éducatifs
La commune possède une Maison Familiale Rurale qui propose des formations tels que CAP, BEP, Bac Pro et BTS.
Un collège est en construction, il ouvrira en septembre 2023.

### Médias

#### Radios et télévisions
La commune est couverte par des antennes locales de radios dont France Bleu Pays de Savoie, ODS radio… Enfin, la chaîne de télévision locale TV8 Mont-Blanc diffuse des émissions sur les pays de Savoie. Régulièrement l'émission La Place du village expose la vie locale du bassin annécien. France 3 et sa station régionale France 3 Alpes, peuvent parfois relater les faits de vie de la commune.

#### Presse et magazines
La presse écrite locale est représentée par des titres comme Le Dauphiné libéré, L'Essor savoyard, Le Messager - édition Genevois, le Courrier savoyard.

## Économie

### Entreprises de l'agglomération
- Nombre d'entreprises : 13.

### Commerce
- L’Intermarché du Vuache (à côté de Valleiry) est situé sur le territoire de la commune de Vulbens.
- Il y a aussi une poste, une boucherie traiteur, une fromagerie, un salon de coiffure, une boulangerie-patisserie artisanale (Benoit), un café dit « Chez Gouverneur », un hôtel-restaurant dit du Vuache, une épicerie, un garage, une potière.

## Culture locale et patrimoine

### Lieux et monuments

#### Monuments

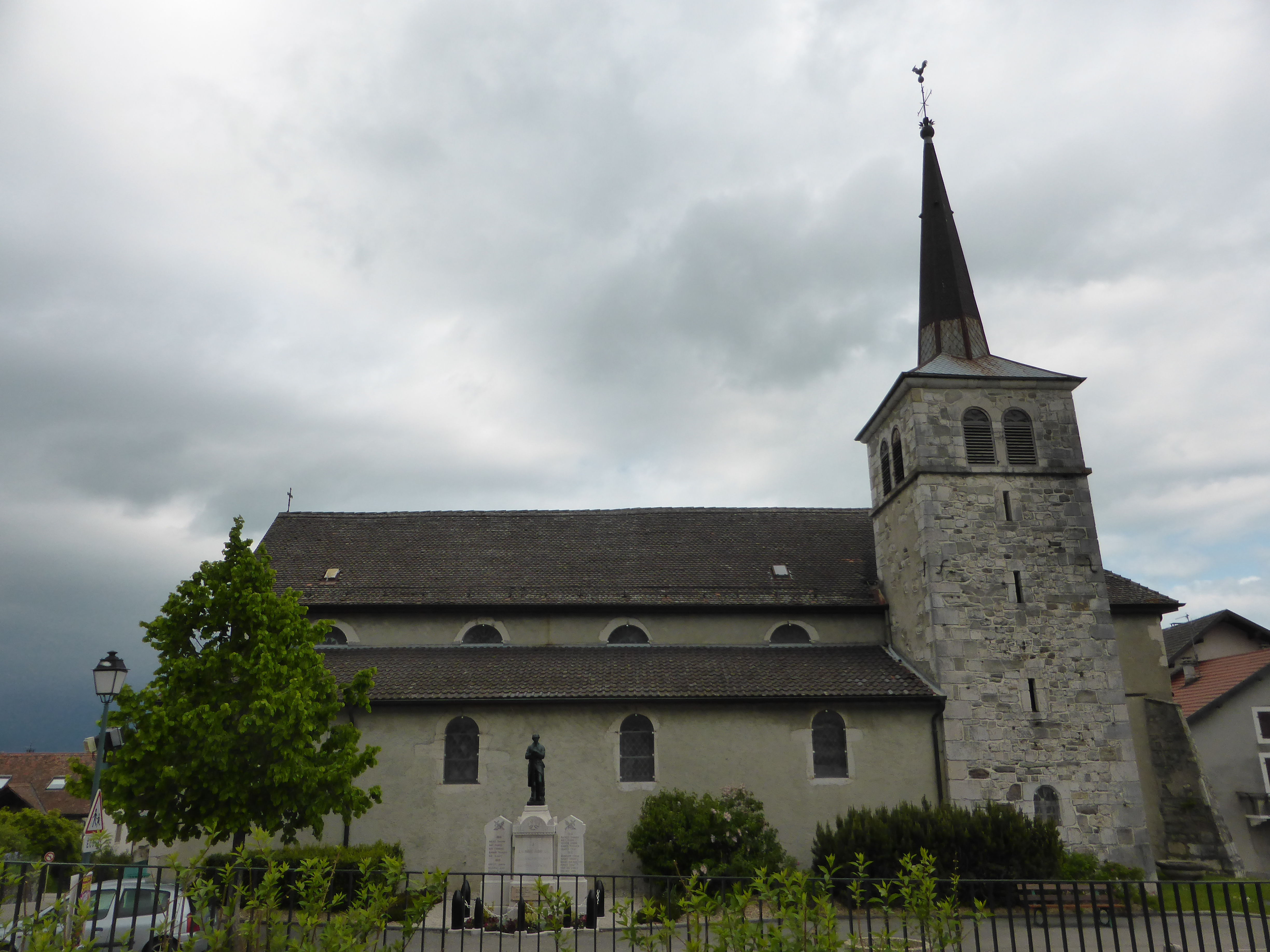
Église Saint-Maurice.

- Au bord du Rhône, à Cologny, les restes d’une ferme des Templiers puis des Hospitaliers fondée au XIIe siècle.
- Le château dit du Vuache ou de Vulbens, disparu depuis le XVIIIe siècle, appartenait à des seigneurs locaux (début XIIIe siècle) puis aux comtes de Genève et passa ensuite à différentes familles genevoises ou savoyardes[26],[27],[13] ;
- Le château de Faramaz, actuellement visible date du XVe siècle pour la tour et du XVIIe siècle pour le château moderne, installé au hameau du même nom[26],[27],[13] ;
- La ferme du château de Faramaz, datant du XVIIe siècle ;
- Église dédiée à Saint-Maurice[10],[13], dont le chœur actuel date du XIIIe siècle et deux nefs latérales ajoutées en 1820 et en 1830.
- Une fruitière datant de 1876, située en face de la mairie, n’est plus en activité.
- Four à pain à Cologny, l.d. Chez Gros.
- Autre four à pain à Moissey.
- Moulin-scierie à la Fontaine (un hameau).
- Vieille maison (ancienne poste).
- Ancien bénitier de Bans, au hameau de Faramaz.

#### Lieux divers
- Montagne de Vuache (1 100 m).
- Panorama sur le Genevois.
- Cours du Rhône étalé.

### Personnalités liées à la commune
Marin de Montchenu (v. 1490, 1546), seigneur du Vuache et autres lieux, compagnon de jeunesse du futur François Ier, entra au service de ce dernier lorsqu'il devint roi de France.
Vulbens a vu naître en 1803 le fondateur de la Revue des Deux Mondes François Buloz.
Sarclo (Michel de Senarclens) Paris 1951, Chanteur-auteur-compositeur-interprète suisse romand réside dans la commune de Vulbens.